# Dolichoscyta duplicilinea
Dolichoscyta duplicilinea är en fjärilsart som beskrevs av George Francis Hampson. Dolichoscyta duplicilinea ingår i släktet Dolichoscyta och familjen nattflyn. Inga underarter finns listade i Catalogue of Life.